# Jurenák Aurél
Sultzi Jurenák Aurél (németül: Aurel von Jurenak) (1837. március 12. – Gödöllő, 1889. szeptember 14.) a francia Jurenák de Sultz nemesi család sarja.

## Élete
Aurél 1837-ben született. Édesapja Jurenák József ismert pozsonyi születésű, budapesti gyógyszerész, a Jurenák & Fröhlich sztearin gyár tulajdonosa. Apai nagyszülei Jurenák Ádám pozsonyi nagykereskedő és a nagykőrösi Rupp Ludmilla. Édesanyja Frölich Vilma.

### Családja
Aurél 1872-ben házasodott Neumann Matilddal, akitől 4 gyermeke született. Első lánya Eszter hivatalnok lett. Másodszülött kisfia 1875 karácsonyán, 12 hónaposan elhunyt el, amiről sógora, Heckenast Gusztáv egyik levelében így ír:

„Mein Schwager Aurel, den sie ja kennen, hat in den Weihnachtstagen seinen ersten u einzigen Sohn - ein Kind non 12 Monaten - verloren.
Das Kind wäre, wie mein Schwager galubt, mit einem Fläschchen Medicin zu retten gewesen,
es war aber auf dem Lande keine ärztliche Hilfe zu haben, der Arzt aus der Stadt wollte in der Nacht nicht kommen.”

Magyarul: Sógorom, Aurél, akit ugye ön is ismer, karácsony napjaiban elvesztette első és egyetlen fiát – egy 12 hónapos gyermeket. A gyermeket, ahogy a sógorom gondolja, egy üveg gyógyszerrel meg lehetett volna menteni, de a vidéken nem volt orvosi segítség, a városi orvos pedig nem jött ki éjszaka.
1881-ben újra fia született, Jenő, aki később a MÁV főmérnöke lett. 1882-ben pedig Aladár az MNB későbbi főellenőre.

## Hivatala
Pályafutását pénzügyi tanácsadóként kezdte, jó képességeinek köszönhetőén hamar Őfelsége szolgálatába lépett. A kataszteri nyilvántartásért – ma a földhivatal látja el ezt a feladatot – lett felelős Budapesten. 1887-ben működési körét kiterjesztették a  pécsi és soproni pénzügyigazgatóság területére is egy királyi rendelet értelmében.

## Halála
A halál legsikeresebb éveiben ragadta el családjától. 1889-ben hunyt el háromheti szenvedést követően, temetése halálát követő napon történt. Végső útjára hatalmas tömeg kísérte a gödöllői sírkertbe, ahol ágostai hitvallású szertartás kereteiben helyezték végső nyugalomra.